# گرددهان‌ها
گِرددهان‌ها (نام علمی: Cyclothone) نام یک سرده از تیره گوشه‌دهانان است.